# Olga Paršová-Zikešová
Olga Paršová-Zikešová (rozená Zikešová, 2. října 1853 Praha – 7. června 1941 Praha) byla česká operní pěvkyně (sopranistka) pražského Národního divadla.

## Život
Narodila se v Praze. Po absolvování základního vzdělání absolvovala pěveckou školu Františka Pivody. Svého prvního vystoupení se dočkala 14. října 1873 na jevišti v německém Ulmu v roli Leonory ve Verdiho opeře Trubadúr. Následně nastoupila do angažmá Prozatímního divadla. Roku 1875. pak odešla ke Grolovu divadlu v Berlíně, načež pak hostovala na řadě německých operních scén, mj. ve Štrasburku, Lipsku, Norimberku, Kasselu, Rotterdamu, Stuttgartu, Brunšviku či Kolíně nad Rýnem. Roku 1887 nastoupila do angažmá v souboru Národního divadla v Praze. Zde setrvala až do ukončení pěvecké kariéry roku 1894, následně pak založila a provozovala vlastní školu operního zpěvu.  
Za svou kariéru ztvárnila několik desítek operních rolí různých charakterů. 
Zemřela 7. června 1941 v Praze ve věku 87 let.
Jejím manželem byl Ferdinand Zikeš, barytonista Nového německého divadla v Praze. Jejich synem byl zpěvák Richard Zikeš.